# المدرسة الوطنية للعلوم التطبيقية بالقنيطرة
المدرسة الوطنية للعلوم التطبيقية بالقنيطرة والمعروفة اختصارا تحت اسم ENSAK هي مدرسة عمومية، وعضو في شبكة المدارس الوطنية للعلوم التطبيقية بالمغرب، افتتحت أبوابها لأول مرة سنة 2008، يتميز التكوين بها بتطبيق نظام بيداغوجي قائم على وحدات دراسية تنظم خلال فصول دراسية سداسية وبالانفتاح على الوسط الصناعي والاقتصادي كذلك. تستغرق مدة الدراسة في المدرسة خمسة سنوات بالنسبة لحاملي البكالوريا، يحرز الطالب بعدها دبلوم يعرف تحت اسم مهندس دولة.

## شروط الترشيح
يشترط في المرشح لولوج السنة الأولى بالمدارس الوطنية للعلوم التطبيقية أن يكون مسجلا بالسنة النهائية من سلك البكالوريا في شعبة العلوم الرياضية أو العلوم التجريبية (بمسالكها الثلاث، علوم الحياة والأرض؛ علوم زراعية وعلوم فزيائية) أو العلوم والتكنولوجيات. أو ان يكون حاصلا على شهادة البكالوريا التقنية.

## مباراة الولوج
تتم مباراة الولوج في شطرين:
- الانتقاء التمهيدي: وذلك بناء على النقط المحصل عليها في امتحانات البكالوريا.
- اختبار كتابي: وذلك على شكل استمارة متعددة الاختيارات والمعروفة ب QCM والذي ينظم بالنسبة للمرشحين المقبولين في الانتقاء.[1]

## التكوينات المتوفرة
تستغرق الدراسة بالمدارس الوطنية للعلوم التطبيقية خمس سنوات (10 فصول) تتوج بإحراز الطالب على دبلوم مهندس الدولة، وينظم التكوين في سلكين متتالين:
- السلك التحضيري المدمج: تستغرق به الدراسة مدة سنتين (4 فصول) بعد البكالوريا ويرتكز التكوين خلالها على المجال العلمي الأساسي وتقنيات التعبير والتواصل و الإعلاميات
- سلك المهندسين : و تستغرق الدراسة به ثلاث سنوات (6 فصول) بعد السلك التحضيري المدمج و يرتكز التكوين بالإضافة إلى المجال العلمي والتقني الأساسي على تلقين مجموعة من المعارف والكفايات المتعلقة بتدبير المشاريع وكذلك تدبير المقاولات واللغات ثم الإعلام والتواصل.[2]

## اقرأ أيضا
- المدرسة الوطنية للعلوم التطبيقية بالحسيمة
- شبكة المدارس الوطنية للعلوم التطبيقية بالمغرب
- المدرسة الوطنية للعلوم التطبيقية بفاس
- المدرسة الوطنية للعلوم التطبيقية بأكادير